# Grottes du Drach
Pour les articles homonymes, voir Drach.
Les grottes du Drach (du Dragon) sont quatre grandes grottes situées dans l'île de Majorque, dans l'archipel des îles Baléares, en Espagne. Elles se trouvent dans la commune de Manacor, près de la localité de Porto Cristo.

## Présentation
Elles descendent jusqu'à une profondeur de 25 mètres et atteignent 2,4 kilomètres de longueur. Les quatre grottes, nommées Grotte Noire, Grotte Blanche, Grotte Luis Salvador et Grotte des Français, sont reliées entre elles.
Elles se sont creusées par l'action de l'entrée de l'eau de mer (la Méditerranée).  Quelques chercheurs considèrent que leur formation pourrait remonter au Miocène.
L'une d'elles abrite un grand lac souterrain, appelé lac Martel (en l'honneur d'Édouard-Alfred Martel, son découvreur) qui mesure 115m de long sur 30m de large. Sa profondeur atteint 9m.
C'est l'un des plus grands lacs souterrains d'Europe.
Des concerts de musique y sont donnés dans le cadre de visites touristiques.
Elle contient aussi des stalagmites avec différentes couleurs.